# Frans Almén
Frans Edvard Almén (i riksdagen kallad Almén i Göteborg), född Andersson 13 september 1834 i Myckleby socken i Göteborgs och Bohus län, död 17 september 1890 i Domkyrkoförsamlingen i Göteborg, var en svensk advokat och riksdagspolitiker. Han var bror till August Almén.
Almén var ledamot av riksdagens andra kammare. Han var till yrket advokat, verksam i Göteborg.